# Emo de Medeiros
Pour les articles homonymes, voir Emo (homonymie).
Emo de Medeiros (né en 1979) est un artiste franco-béninois vivant à Paris et à Cotonou.
Son travail explore les thèmes de la transculturalité, des représentations post-coloniales, des identités en transformation dans le contexte de la mondialisation comme hybridation et comme mutation. Il examine également les métamorphoses du continent africain dues à la révolution numérique, et l'émergence au 21e siècle d'une TransAfrique en transition entre tradition et innovation accélérée.

## Biographie
Après avoir passé son enfance et son adolescence au Bénin, il vient en France pour y faire ses études supérieures. Il entre d’abord à l’École normale supérieure de Paris, où il étudie l’histoire, la sociologie et l’anthropologie, avant de poursuivre sa formation à l’École nationale supérieure des beaux-arts de Paris. 
Il se concentre alors particulièrement sur les arts numériques : photographie numérique, graphisme, modélisation 3D, vidéo numérique et dispositifs interactifs, et explore le rapport entre temps et mémoire à travers la notion d’instensité (intensité de l’instant) liée à sa pratique musicale expérimentale et électronique. À sa sortie des Beaux-Arts, il réalise des clips vidéo et des courts-métrages expérimentaux, et poursuit son activité de compositeur et de producteur de musique électronique à Paris. Il s’installe ensuite quelques années à Boston, prend des cours au Massachusetts College of Art (MassArt) avant de rentrer en France puis au Bénin.

## Œuvre
Le travail d'Emo de Medeiros s'appuie sur une grande variété de moyens d'expression, dont la photographie, la vidéo, le textile, la peinture, la performance, et la sculpture, et explore les thèmes du corps, de la transculturalité, des interactions sociales, du rapport à la civilisation numérique, de l'ethnicité et du panafricanisme dans un contexte post-colonial, et post-digital. Il a parfois été rattaché au mouvement de l'afrofuturisme.
Sa pratique est fondée sur la notion de contexture, définie comme la création d'artefacts fondés sur les interconnexions de cultures, de matériaux, de concepts, de techniques et de pratiques de provenances géographiques, d'époques et d'usages divers. En particulier ses œuvres mélangent fréquemment des éléments technologiques (tels que des objets connectés) et des formes issues de l'art classique africain, notamment béninois, ou bien encore des disciplines artistiques telles que l'installation et la performance, donnant par exemple naissance à la notion d'installation performative, dont le public représente un élément sémantique à part entière, tel que Kaleta/Kaleta, présenté au Palais de Tokyo à Paris en 2014.

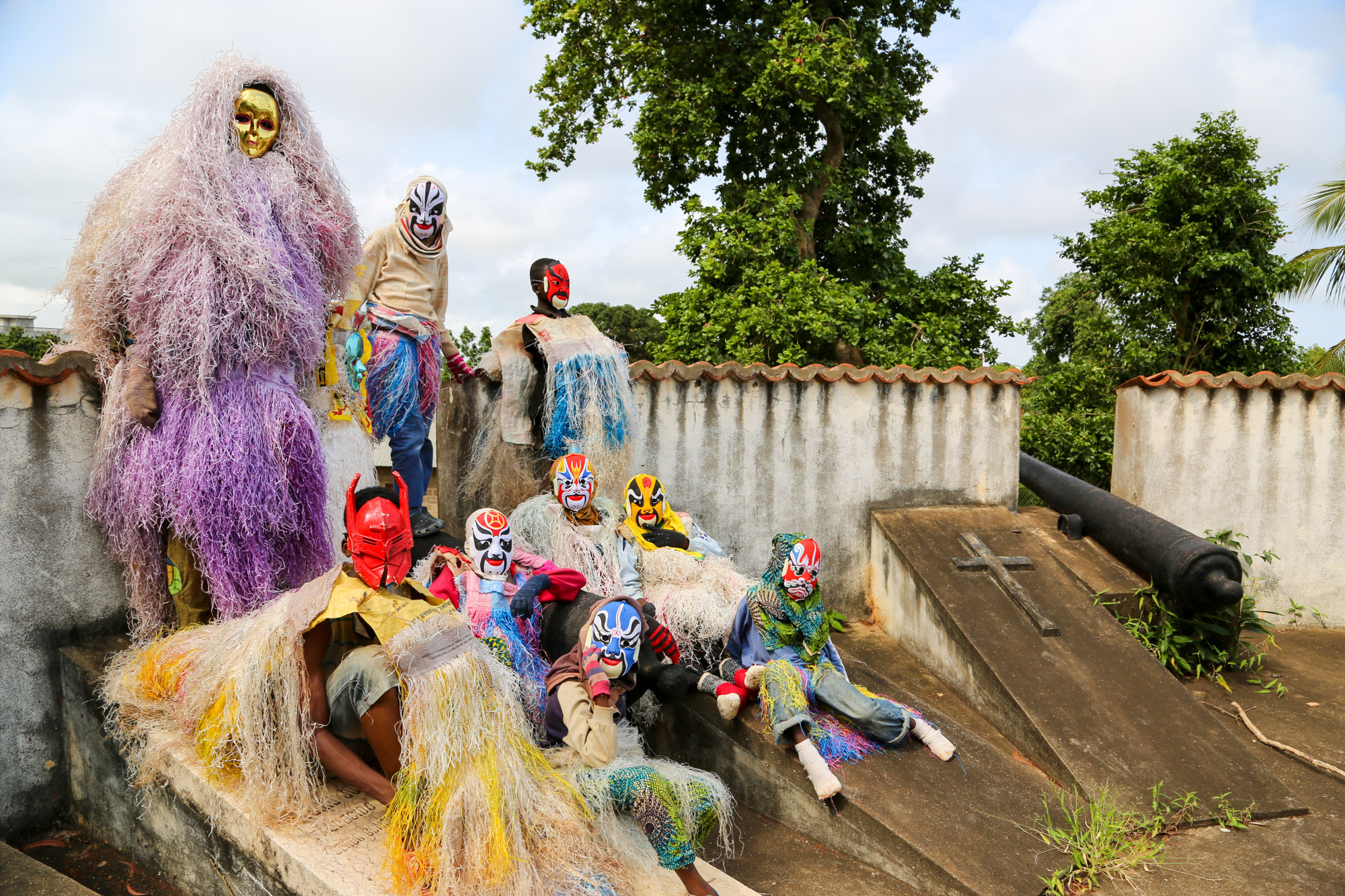
Emo de Medeiros, Irony in History (Kaleta series), 2017

En 2015, il présente pendant la 56e Biennale de Venise Pavillon du Bénin, une installation clandestine située à proximité immédiate du Pavillon français dans les Giardini, site principal de la biennale. Cette œuvre éphémère constituait un commentaire politique ironique sur l'absence de la figure des vendeurs clandestins africains dans les travaux présentées à la biennale, malgré leur présence hautement visible dans les villes touristiques en Italie, sur les rapports de force économiques et symboliques qui rendent difficile la présence de pavillons nationaux de pays africains, et sur la controverse liée au pavillon du Kenya où se trouvaient essentiellement présentés des artistes chinois.
Son travail a été exposé dans plusieurs expositions internationales personnelles et collectives au Bénin,, en France,, au Royaume-Uni,, et en Afrique du Sud. Il a également été montré au Salon d'art contemporain de Montrouge en 2013, au Palais de Tokyo à Paris en 2014, à la Biennale de Dakar, et à la Biennale de Marrakech en 2016.

## Expositions

### 2024
- Révélation !  Curator: Yassine Lassissi et Emmanuel Daydé. Musée de la Conciergerie, Paris, France

- Révélation !  Curator: Yassine Lassissi. Fondation Clément. Martinique, France

- IAMAI. Curator: Morgan Labar. Galerie Dominique Fiat, Paris, France

### 2023
- Art du Benin d’hier et d’aujourd’hui, de la restitution à la révélation. Curator: Yassine Lassissi. Musée Mohammed VI. Rabat, Maroc

### 2022
- Unraveling the (under-)development complex or towards a post-(under-)development interdependence. Curators: Bonaventure Soh Bejeng Ndikung, Juan Pablo García Sossa, Hajra Haider Karrar. SAVVY Contemporary. Berlin, Germany

- Cosmogony. Curators: Nicolas Bourriaud, Pauline Faure. Cobra Museum voor Moderne Kunst. Amstelveen. Netherlands

- Vertical Atlas. Curators : Arthur Steiner and Renée Roukens. Het Nieuwe Instituut, Rotterdam, Netherlands

- Le Serpent cosmique. Curator : Fabrice Bousteau. Lille 3000 / Musée de l’Hospice Comtesse. Lille, France

- Time is going – Archive and Future Memories. Curator: Azu Nwabogu. Dakar Biennale OFF. Dakar, Sénégal

- Prendre la tangente. Curator : Jeanne Mercier. MAIF Social Club, Paris, France

- Art du Benin d’hier et d’aujourd’hui, de la restitution à la révélation. Curator: Yassine Lassissi. Palais de la Marina. Cotonou, Bénin

### 2021
- 13ème Biennale de Gwangju. Curatrices : Defne Ayas and Natasha Ginwala. Gwangju, Corée du Sud.
- Ex Africa. Curateur : Philippe Dagen. Musée du Quai Branly, Paris, France.
- XXII Paiz Art Biennial. Curateurs : Gabriel Rodriguez et Alexia Tala. Guatemala City, Guatemala.
- Comme de longs échos. Curateurs : Jean-Michel Jagot et Julie Pellegrin. Garenne- Lemot/Musée Dobrée, Nantes, France.
- Rhizomes. Curatrice : Paula Nascimento. La Base Sous-Marine, Bordeaux, France.
- Ce qui s’oublie et ce qui reste. Curatrice : Meriem Berrada. Musée de l'Immigration, Paris, France.

### 2020
- Now Look Here (The African Art of Appearance). Curatrice : Renny Ramakers. New North, Amsterdam, Netherlands.
- Maison de Force. Curatrices : Marynet J. et Cléophée Moser, le Collectif Eaux Fortes. Aedaen Gallery, Strasbourg, France.

### 2019
- Cosmopolis #2.0: Rethinking the Human. Curatrice : Kathryn Weir. Centre Pompidou, Paris, France.
- 21st Contemporary Art Biennial Sesc_Videobrasil, Imagined Communities. Directrice artistique : Solange Farkas. Curateur : Gabriel Bogossian. Sao Paulo, Brésil.
- Biennale de São Tomé VIII. Curatrice : Renny Ramakers. São Tomé et Principe, Brésil.
- TIIT, performance. Goethe Institut, Salvador de Bahia, Brésil.

### 2018
- Cosmopolis #1.5 : Enlarged Intelligence. Curatrice : Kathryn Weir. Centre Pompidou, Paris, France, en collaboration avec Mao Jihong Arts Foundation, Chengdu, Chine.
- Biennale de Casablanca, Récits des bords de l’eau. Directrice artistique : Christine Eyene. Casablanca, Maroc.
- LagosPhoto Festival 2018. Curatrices : Eva Barois De Caevel, Wunika Mukan, Charlotte Langhorst et Valentine Umansky.
- Chromatics, solo show,  Galerie 50 Golborne, Londres, UK.
- Les pouvoirs des émotions. Curatrices : Laure Kaltenbach et Armelle Pasco. Centre Pompidou, Paris, France.
- Dak'art Biennale, L’heure rouge / Une nouvelle humanité. Directeur artistique : Simon Njami. Ancien Palais de Justice, Dakar, Sénégal.
- Do Disturb, Curatrice : Vittoria Matarrese. Palais de Tokyo, Paris, France.

### 2017
- Africa Aperta II, group show. Galerie Dominique Fiat, Paris, France.

- Videobrasil Contemporary Art Festival. Directrice artistique : Solange Farkas. Sao Paulo, Brésil.
- Digital Africa, group show. Curatrice : Christine Eyene. OGU MAG gallery, Tokyo, Japon.
- Die Schönheit im Anderen, group show. Curateur : Mark Gisbourne. Lieberose Castle, Allemagne.
- The Black Sphinx, group show. Primo Marella gallery, Milan, Italie.
- Flow of Forms/Forms of Flow, group show. Curatrices : Kerstin Pinther et Alexandra Weigand. Galerie Karen Wimmer, Munich, Allemagne.
- Afriques Capitales, group show. Curateur : Simon Njami (proposition de Dominique Fiat) , Grande Halle de La Villette, Paris, France.
- Vers le Cap de Bonne-Espérance, group show. Curateur : Simon Njami. Gare Saint-Sauveur, Lille, France.
- Le Havre - Dakar, partager la mémoire, group show. Curateur : Cédric Crémière. Muséum d'histoire naturelle, Le Havre, France.

### 2016
- Transpositions, 50 Golborne Gallery, Londres, Royaume-Uni.
- Transmutations, galerie Backslash, Paris, France.
- 12e Biennale de Dakar, Témoins de l'Invisible, Dakar, Sénégal.
- 6e Biennale de Marrakech, "Not New Now", Marrakech, Maroc.

### 2015
- All things magic, galerie RSF, Paris, France.
- Biennale de Venise Off, Pavillon du Bénin, Venise, Italie.
- Vodunaut, Centre Arts et Cultures, Abomey-Calavi, Bénin.
- Zemidjan, Artiste invité, solo show. Ddessin foire du dessin contemporain, Paris, France.
- Variations, group show. Galerie Joseph, Paris, France.

### 2014
- Kaleta/Kaleta, Palais de Tokyo, Paris, France.

### 2013
- Black Light Sanctuary, 58e Salon de Montrouge, Montrouge, France.